# Les petits frères des Pauvres
Les petits frères des Pauvres ist eine gemeinnützige Organisation, die ursprünglich 1946 in Frankreich von Armand Marquiset gegründet wurde. Sie hat das Ziel, alte, einsame Menschen aus ihrer Isolation herauszuführen und ihnen zu mehr Lebensfreude zu verhelfen. 1979 wurde eine internationale Dachorganisation gegründet, die Fédération Internationale des petits frères des Pauvres (International Federation of Little Brothers of the Poor). Sie wird als Nichtregierungsorganisation mit consultative status (category II) vom Wirtschafts- und Sozialrat der Vereinten Nationen anerkannt
und hat nationale Mitgliedsvereine in Frankreich, Polen, Schweiz, Spanien, Irland, Kanada, Deutschland, Mexiko und den USA.
Zusammengenommen werden von den petits frères des Pauvres weltweit über 30.000 alte Menschen von  mehr als 10.000 Freiwilligen und ca. 600 angestellten Mitarbeitern betreut.

## Aufgaben
Eine zentrale Rolle spielen freundschaftliche Beziehungen zu den freiwilligen Mitarbeitern des Vereins. Weiterhin werden Ausflüge und Reisen organisiert und gemeinschaftliche Aktivitäten wie Weihnachtsfeiern, Mittagessen, Spielenachmittage veranstaltet.
Ende der 1990er Jahre hat der Verein mit der Konzeption und der Gründung der ersten Demenzwohngemeinschaft (Alzheimerwohngemeinschaft) in Deutschland größere Bekanntheit und Bedeutung in der Fachöffentlichkeit gewonnen.

## Mitglieder
Der deutsche Tochterverein, les petits frères des Pauvres – Freunde alter Menschen e. V., ist ein gemeinnütziger Verein, der 1991 in Berlin gegründet wurde.
Weitere nationalen Mitgliedsorganisation sind:
- Frankreich: les petits frères des Pauvres[3]
- Irland: The Little Brothers (Friends of the Elderly) Limited.[4]
- Kanada: les petits frères des Pauvres[5]
- Mexiko: Los Hermanos del Anciano A.C.[6]
- Polen: mali bracia Ubogich[7]
- Schweiz: La Fondation les petits frères des Pauvres[8]
- Spanien: Amigos de los mayores / Amics de la Gent Gran[9]
- USA: Little Brothers - Friends of the Elderly[10]

## Auszeichnungen und Preise
- Im Rahmen des Wettbewerbs 365 Orte im Land der Ideen 2009 als innovativer Ort von der Standortinitiative Deutschland – Land der Ideen ausgewählt
- 3. Preisträger des Deutschen Altenhilfepreis des DRK 2009
- Förderpreis Pro Sozial des Praxishandbuch Sozial Management 2005